# Свиридов, Александр Андреевич
Александр Андреевич Свиридов (21 февраля 1912 — 30 марта 1982) — советский офицер, участник Великой Отечественной войны: командир 293-го гвардейского стрелкового Краснознамённого ордена Суворова 3-й степени полка 96-й гвардейской стрелковой Иловайской ордена Ленина Краснознамённой дивизии 3-го гвардейского стрелкового корпуса 28-й армии 1-го Украинского фронта, гвардии полковник, в послевоенные годы — генерал-лейтенант (1967). Герой Советского Союза (1945).

## Детство и довоенная служба
Родился в казачьей семье. Русский.
В раннем возрасте потерял родителей и воспитывался в семье старшей сестры. В ноябре 1923 года в возрасте 11 лет поступил в Закавказскую военно-подготовительную школу имени Г. К. Орджоникидзе.
В Красной Армии с 1930 года. Проходил обучение в Борисоглебско-Ленинградской кавалерийской школе. В 1933 году окончил Курсы усовершенствования командного состава кавалерии (КУКС), после чего командовал конным взводом, затем эскадроном в 36-й кавалерийской дивизии Белорусского военного округа. Член ВКП(б)/КПСС с 1937 года.
С сентября 1939 года служил командиром разведывательного батальона 164-й стрелковой дивизии. Участвовал в освободительном походе советских войск в Западную Белоруссию в сентябре 1939 годе. Сражался в боях в Приладожской Карелии во время советско-финской войны 1939—1940 годов, где капитан А. А. Свиридов командовал отдельным разведывательным батальоном в 164-й стрелковой дивизии.
С июня 1940 года проходил службу в Одесском и Киевском Особом военных округах, где после возвращения из Карелии дислоцировалась 164-я стрелковая дивизия.

## Великая Отечественная война
На фронте в Великую Отечественную войну с 22 июня 1941 года. Был командиром стрелкового батальона, но уже в июле 1941 года стал командиром 371-го стрелкового полка в этой дивизии на Южном фронте. Участвовал в оборонительной операции в Молдавии, в Тираспольско-Мелитопольской и в Донбасско-Ростовской оборонительных операциях. В последней из них попала в кольцо окружения и понесла большие потери 18-я армия, в составе которой сражалась 164-я стрелковая дивизия. Майор А. А. Свиридов не смог выбраться из окружения. Скрывшись на оккупированной территории, он уже в конце 1941 года собрал партизанский отряд и начал борьбу против оккупантов на территории Запорожской, Сталинской и Ростовской областей. В декабре 1942 года отряд соединился с наступавшими частями Красной Армии.
После проверки и пребывания в резерве, в апреле 1943 года назначен заместителем командира 999-го стрелкового полка 258-й стрелковой дивизии 5-й ударной армии на Южном фронте. В мае полк стал 293-м гвардейским, а дивизия — 96-й гвардейской. В боях был один раз контужен.
С июня 1943 года — командир 293-го гвардейского стрелкового полка 96-й гвардейской стрелковой дивизии 3-го гвардейского стрелкового корпуса в составе 2-й гвардейской армии, 5-й ударной армии, 28-й армии на Южном, 4-м и 3-м Украинских, 1-м, и 3-м Белорусских, 1-м Украинском фронтах. Во главе полка участвовал в Донбасской, Мелитопольской, Никопольско-Криворожской, Березнеговато-Снигирёвской, Одесской, Белорусской, Восточно-Прусской, Берлинской и Пражской наступательных операциях.
Особенно успешно действовал полк А. А. Свиридова в Берлинской наступательной операции. 26 марта 1945 года полк совершил форсированный марш в район города Барут, где пыталась вырваться из окруженного Берлина на запас часть его гарнизона. С ходу вступив в бой, гвардейцы сбили немецкую пехоту с занимаемых позиций и перекрыли пути отхода противнику. За последующие двое суток полком были отбиты 23 немецкие контратаки, при этом уничтожено 1 850 немецких солдат и офицеров, ещё 1 720 человек захвачены в плен. была очищена ведущая к Берлину магистраль, по которым в штурмующие город войска подавались боеприпасы и снабжение. За этот подвиг 15 мая 1945 года командир дивизии С. Н. Кузнецов представил А. А. Свиридова к званию Героя Советского Союза (присвоено 27 июня 1945 года).
Указом Президиума Верховного Совета СССР от 27 июня 1945 года за образцовое выполнение боевых заданий командования на фронте борьбы с немецко-фашистским захватчиками и проявленные при этом мужество и героизм гвардии полковнику Свиридову Александру Андреевичу присвоено звание Героя Советского Союза с вручением ордена Ленина и медали «Золотая Звезда» (№ 8914).

## Послевоенная служба

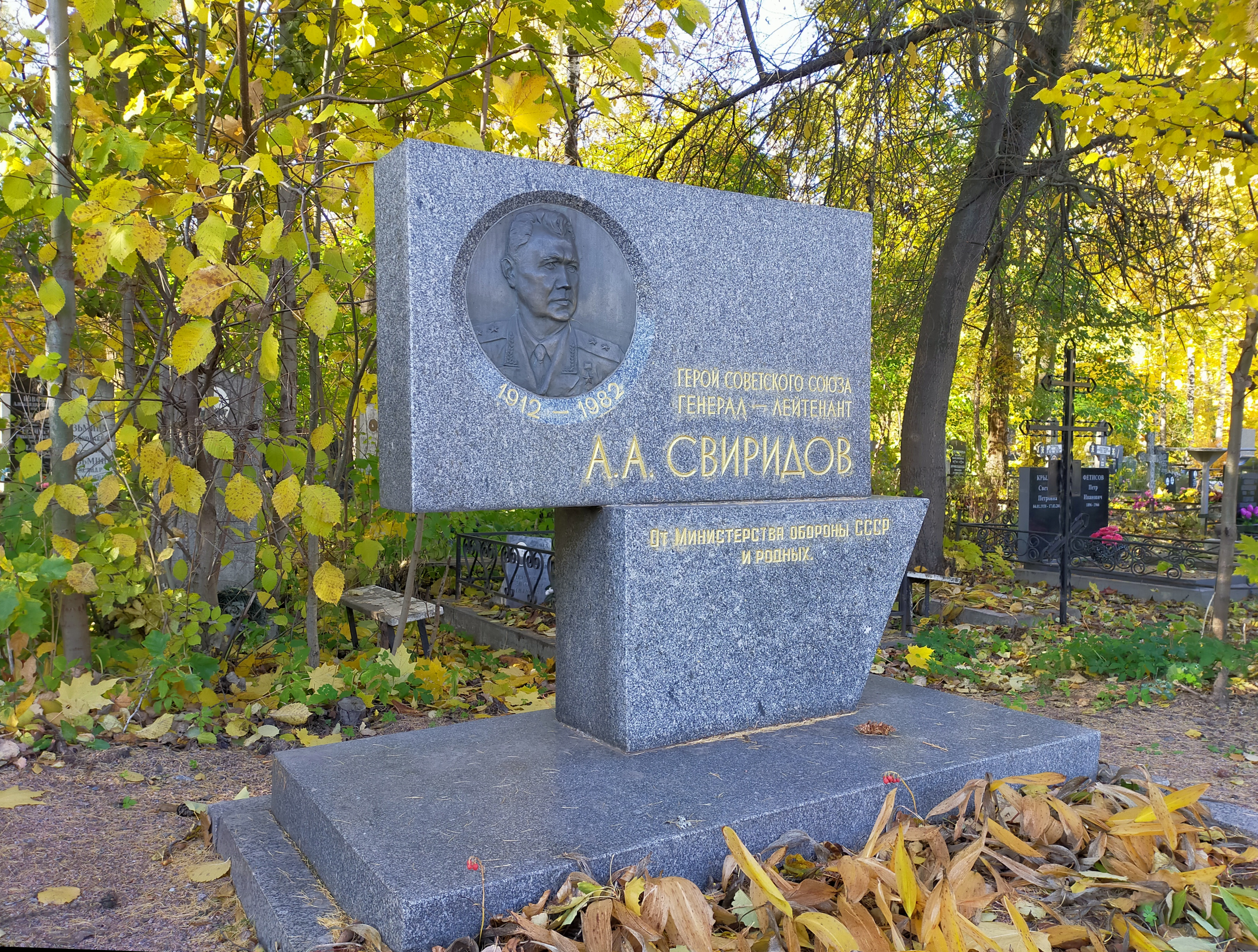
Могила А. А. Свиридова на кладбище Памяти жертв 9-го января

После войны продолжал службу в Советской Армии на командных должностях, до мая 1947 года командовал тем же полком, а затем по июль 1949 — 152-м гвардейским стрелковым полком в 50-й гвардейской стрелковой дивизии Белорусского военного округа. Из этого полка в июле 1949 года убыл на учёбу в академию. В 1953 году окончил Военную академию имени М. В. Фрунзе.
С июля 1953 года — командир 37-й гвардейской отдельной стрелковой бригады. С декабря 1953 по ноябрь 1956 года — командир 50-й гвардейской стрелковой дивизии 28-й армии Белорусского военного округа. Вновь направлен учиться и в 1957 году окончил Высшие академические курсы (ВАК) при Высшей военной академии имени К. Е. Ворошилова. С января 1958 года — первый заместитель начальника Управления боевой подготовки штаба Группы советских войск в Германии. С сентября 1960 года командовал 30-м гвардейским армейским корпусом Ленинградского военного округа с дислокацией штаба корпуса в городе Выборг.
В декабре 1968 года генерал-лейтенант А. А. Свиридов уволился в запас. Жил и работал в Ленинграде. Автор мемуаров.
Умер 30 марта 1982 года. Похоронен в Санкт-Петербурге на кладбище Памяти жертв 9-го января.

## Воинские звания
- Старший лейтенант (1937)
- Капитан (1939)
- Майор (август 1941)
- Подполковник (3.08.1943)
- Полковник (22.02.1944)
- Генерал-майор (31.05.1954)
- Генерал-лейтенант (23.02.1967)

## Награды
- Герой Советского Союза (27.06.1945)
- 2 ордена Ленина (27.06.1945, 30.12.1956)
- 4 ордена Красного Знамени (15.09.1943, 10.06.1945; 15.11.1950; 22.02.1968)
- орден Суворова 3-й степени (7.03.1945)
- орден Кутузова 3-й степени (11.04.1944)
- орден Отечественной войны 1-й степени (18.12.1944)
- орден Красной Звезды (6.05.1946)
- «За отвагу» (01.1942)
- медаль «За боевые заслуги» (3.11.1944)
- другие медали
- Крест Храбрых (ПНР, 19.12.1968)[3]

## Память
- Имя Свиридова носит средняя школа в станице Николаевская Константиновского района Ростовской области.
- В станице Тацинской Ростовской области по центру главной улицы проходит аллея Героев, где установлены бюсты Героев Советского Союза; один из них — А. А. Свиридова[4].
- Могила Героя на кладбище «Памяти жертв 9 января» (участок № 35) является объектом культурного наследия на территории Санкт-Петербурга[5].

## Сочинения
- Свиридов А. А. Батальоны вступают в бой. — М.: Воениздат, 1967. — 192 с.